# Papagai de Nova Guinea
El papagai de Nova Guinea (Alisterus chloropterus) és una espècie d'ocell de la família dels psitàcids que habita la selva humida de Nova Guinea.